# A.R.E.S.: Extinction Agenda
A.R.E.S. Extinction Agenda é um jogo eletrônico 2.5D de ação e plataforma lançado para Microsoft Windows. Foi criado pela desenvolvedora indie tailandesa Extend Studio.

## Enredo
O jogo se passa em uma época futurística na qual a Terra está contaminada por poluição. Um grupo de cientistas ficaram presos na estação "Deep Space Reprocessing" após um misterioso asteróide emitir um gás fluorescente em direção a eles. Os sobreviventes então descobrem que as máquinas da estação se tornaram violentas contra eles após estas serem expostas ao gás. Eventualmente, eles conseguem enviar uma amostra do gás para o time de pesquisa na "United Earth Headquarters" para encontrar alguma maneira de os resgatarem, e assim, nomeiam o gás Zytron. O jogador controla o protagonista do jogo, Ares, o primeiro robô imune a Zytron criado para enfrentar as máquinas alteradas, na missão de resgatar os sobreviventes da estação.

## Jogabilidade
O jogador controla o movimento de Ares com as teclas WASD no teclado, e miram com o mouse. Ares pode pular duas vezes e rolar para se esquivar de ataques e prosseguir dentre obstáculos. Jogadores podem coletar partes de inimgos derrotados para fabricar itens e aprimorar armas. No decorrer do jogo, jogadores recebem novas armas em cada fase e, no fim de cada uma delas, Ares deve derrotar um chefe para progredir.

## Desenvolvimento
A.R.E.S. Extinction Agenda era originalmente intitulado "Trashman", mas o time de desenvolvimento mudou o nome para atrair audiências internacionais.

## Recepção crítica
A recepção crítica do jogo foi razoável. Críticos de grandes publicações elogiarem A.R.E.S.: Extinction Agenda por sua trilha sonora e pelo artwork vibrante e detalhado, enquanto criticou a sua duração, sendo muito curta. Devido a sua popularidade, a trilha sonora do jogo foi mais tarde lançado na Steam como DLC em 2 de janeiro de 2012. A.R.E.S. ganhou o segundo prêmio do concurso "Dream.Build.Play." da Microsoft em 2010, junto a outros jogos independentes notáveis como Beat Hazard.

## Ligaçõex externas
«Site oficial do jogo» (em inglês)